# Pyber László
Pyber László (Budapest, 1960. május 8. –) magyar matematikus, az MTA rendes tagja. Az MTA Rényi Alfréd Matematikai Kutatóintézet munkatársa, tudományos tanácsadó.

## Tudományos előmenetele
Pyber 1998 óta az MTA doktora. 2013-ban lett az Akadémia levelező tagja Babai László, Győry Kálmán, Katona Gyula, Pálfy Péter Pál, Rónyai Lajos, Ruzsa Z. Imre és Simonovits Miklós ajánlásával. Székfoglalóját 2013. október 16-án tartotta Húsz év múlva címmel. Az MTA Doktori Tanácsának póttagja, a Matematikai Tudományos Bizottság szavazati jogú tagja. Az MTA 2019-ben rendes taggá választotta.
Erdős-száma 1. Emellett 2017 februárjában ERC Advanced Grant-et nyert.

## Eredményei
Kombinatorikával és csoportelmélettel foglalkozik.
- Legkiemelkedőbb eredménye a Szabó Endrével közös szorzattétele, amelyet 2010-ben gyakorlatilag egyszerre, de egymástól függetlenül hoztak nyilvánosságra a Fields-érmes Terence Taóval és munkatársaival. Ennek a csoportelméleti tételnek messzemenő következményei vannak a nemkommutatív számelméletben.
- Igazolta azt az Erdőstől és Gallaitól származó sejtést, hogy minden n csúcsú egyszerű gráf élhalmaza előállítható legfeljebb n-1 kör és él egyesítésével.
- Igazolta, hogy ha G kétszeresen tranzitív n-edfokú permutációcsoport, ami nem tartalmazza {\displaystyle A_{n}}-et, akkor minimális bázisának b(G) nagyságára {\displaystyle b(G)<c\log ^{2}n} teljesül.
- Becslést adott az n-edrendű csoportok számára. Eszerint, ha n prímfelbontása {\displaystyle n=p_{1}^{g_{1}}\cdots p_{k}^{g_{k}}} és {\displaystyle \mu =\max(g_{1},\dots ,g_{k})}, akkor a nemizomorf n elemű csoportok száma legfeljebb

- Igazolva McKay sejtését, Łuczakkal 1993-ban belátta hogy minden {\displaystyle \varepsilon >0}-ra létezik olyan c konstans, hogy minden elég nagy n-re c véletlenszerűen választott elem {\displaystyle 1-\varepsilon }-nál nagyobb valószínűséggel generálja az {\displaystyle S_{n}} szimmetrikus csoportot.
- Ugyancsak Łuczakkal igazolta Cameron-sejtését, hogy {\displaystyle S_{n}} majdnem minden eleme nem tartozik {\displaystyle S_{n}}-től és {\displaystyle A_{n}}-től különböző tranzitív részcsoporthoz.
- Felállította azt a sejtést, hogy majdnem minden véges csoport nilpotens. Ha ez igaz, akkor a legtöbb véges csoport 2-csoport.
- A részcsoport-növekedés egyik fontos problémáját megoldva belátta, hogy minden nemcsökkenő g(n)≥log(n) függvényre van olyan 4 elemmel generált reziduálisan véges csoport aminek a növekedési típusa {\displaystyle n^{g(n)}}.
- Igazolta azt az Erdőstől származó állítást, hogy elegendően nagy n esetén minden n pontú gráf és komplementere együttesen lefedhetők legfeljebb {\displaystyle {\frac {n^{2}}{4}}+2} klikkel.

## Díjai
- Akadémiai Díj: 2007[3]
- Matematikai Díj: 1996
- Rényi Alfréd-díj: 1993
- Akadémiai Ifjúsági Díj; 1991
- Grünwald Géza-díj: 1985